# Aeroporto di Pisa-San Giusto
L'aeroporto internazionale di Pisa-San Giusto "Galileo Galilei" (IATA: PSA, ICAO: LIRP) è il principale scalo della Toscana.
Nel 2024 è stato l’undicesimo aeroporto italiano per traffico passeggeri e ottavo per traffico cargo.
È intitolato al pisano Galileo Galilei e sorge nella zona di San Giusto, da cui prende il nome, situata a pochi minuti dal centro cittadino.
L'aeroporto, di proprietà dell'Aeronautica Militare, è gestito per la parte civile da Toscana Aeroporti S.p.A., società nata dalla fusione per incorporazione di Aeroporto di Firenze S.p.A. in Società Aeroporto Toscano S.p.A..
In base al Decreto ministeriale del 25 gennaio 2008, pubblicato sulla Gazzetta Ufficiale del 7 marzo 2008, l'aeroporto militare "Arturo Dell'Oro" di Pisa è classificato come Main Operating Base (MOB) del secondo gruppo e, come tale, l'apertura al traffico civile può essere ampliata a condizione che dall'espansione non derivino limitazioni allo svolgimento dei compiti istituzionali delle Forze armate italiane e nuovi o maggiori oneri a carico del bilancio del Ministero della difesa.
Nel 2024 l’Aeroporto di Pisa‑San Giusto ha registrato 5 547 008 passeggeri (+8,6 % rispetto al 2023, rispetto ad una variazione media nazionale pari a +11%), 41 819 movimenti aerei e 12 967 tonnellate di cargo.

## Storia
Le origini dell'aeroporto risalgono al 1911, anno in cui in località San Giusto a Coltano venne allestito, dai pisani Ugo e Guido Antoni, un campo volo per il collaudo dei velivoli costruiti dalla Società di Aviazione Fratelli Antoni. Nel 1914 l'infrastruttura venne ampliata con la realizzazione di una scuola militare per piloti.
Dal primo dopoguerra in poi l'infrastruttura iniziò ad assumere maggiore rilevanza; vi furono effettuati lavori di ampliamento e di allungamento della pista. Nel 1921 l'aeroporto fu intitolato all'aviatore Arturo Dell'Oro.
Nel 1922 era sede della 25ª Squadriglia e della 38ª Squadriglia.
Nel corso degli anni trenta fu la sede stanziale dell'allora 46º Stormo, che vi rimase sino dal 1940.
Pesantemente bombardato durante la seconda guerra mondiale, l'aeroporto deve la sua rinascita al ritorno del 46º Stormo, avvenuto alla fine degli anni quaranta. Negli anni cinquanta inizia il suo sviluppo con la costruzione di ben due piste di volo e relative strutture logistiche per assicurare l'operatività degli aerei da trasporto militari Fairchild C-119 Flying Boxcar (vagoni volanti), che da poco erano stati acquisiti, trasformando il 46º Stormo in 46ª Aerobrigata Trasporti e successivamente 46ª Brigata aerea.
Sarà grazie a queste peculiari caratteristiche di supporto logistico, necessarie per assicurare l'operatività dell'unico reparto da trasporto aereo dell'Aeronautica Militare, che si getteranno le fondamenta dell'attuale scalo pisano.

### I voli commerciali
Negli stessi anni riprendono progressivamente i voli commerciali, senza che sia ancora disponibile alcuna aerostazione civile, usufruendo della palazzina e dei piazzali antistanti il comando di stormo; sarà in seguito, con l'arrivo degli anni sessanta-settanta, che nascerà l'attuale scalo civile, intitolato al pisano Galileo Galilei.
L'elevata capacità delle sue piste di volo e la bontà delle condizioni meteorologiche avrebbero consentito di operare con tutti gli aeromobili allora utilizzati dalle compagnie commerciali.
Il progetto della aerostazione del 1961 si deve all'architetto Lamberto Bartolucci.

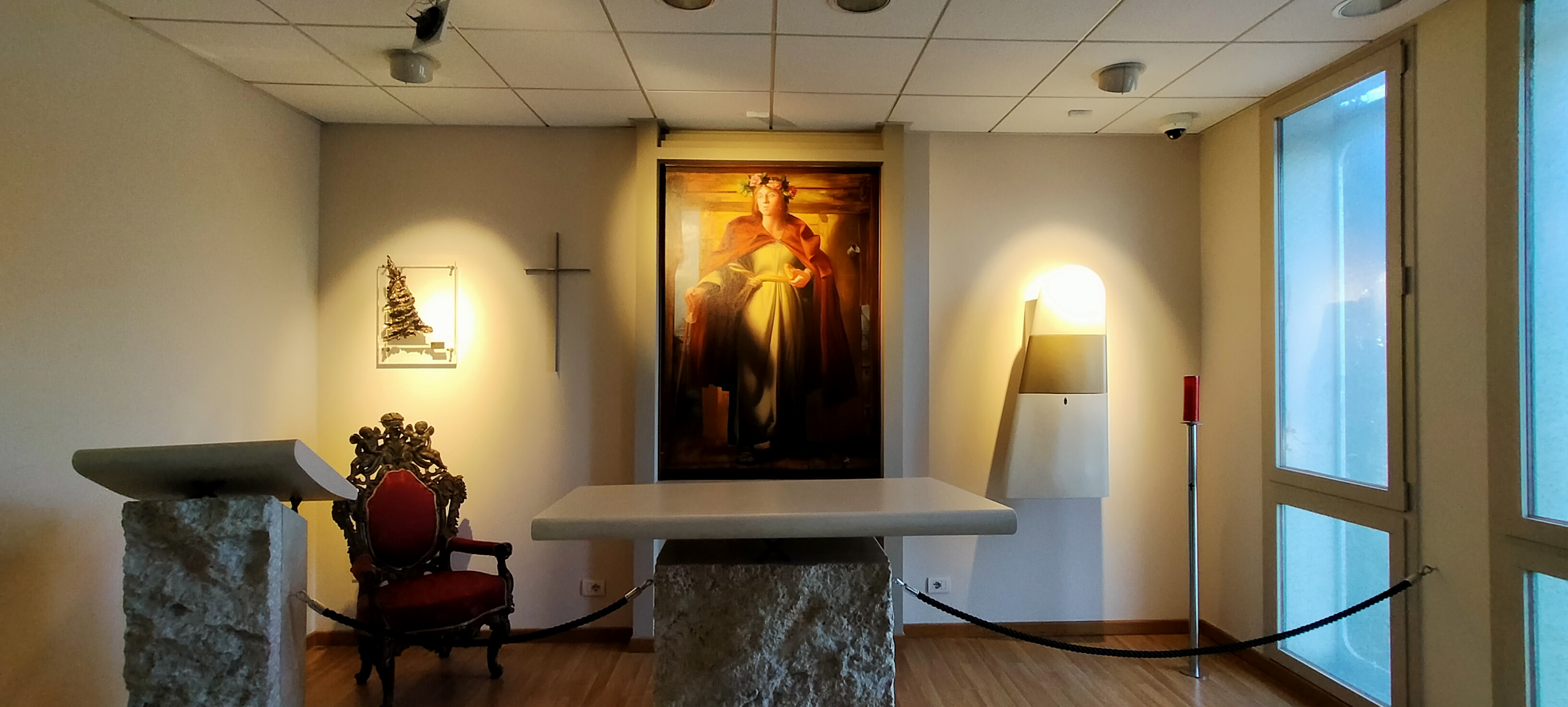
Cappella cattolica dell'Aeroporto di Pisa

Sul finire degli anni ottanta, a seguito dell'apertura alle rotte internazionali dell'aeroporto di Firenze-Peretola, in precedenza scalo solo militare, l'aeroporto di Pisa vide un ridimensionamento del suo traffico passeggeri, soprattutto quello legato al turismo, ma con l'apertura alle compagnie aeree low cost dagli anni novanta ha conquistato questo segmento di mercato, rimanendo il principale scalo in Toscana con un traffico di passeggeri più di due volte superiore a quello dello scalo fiorentino.
Nel 2015 partono i lavori per la riqualificazione dell'aeroporto, che termineranno nel 2028.

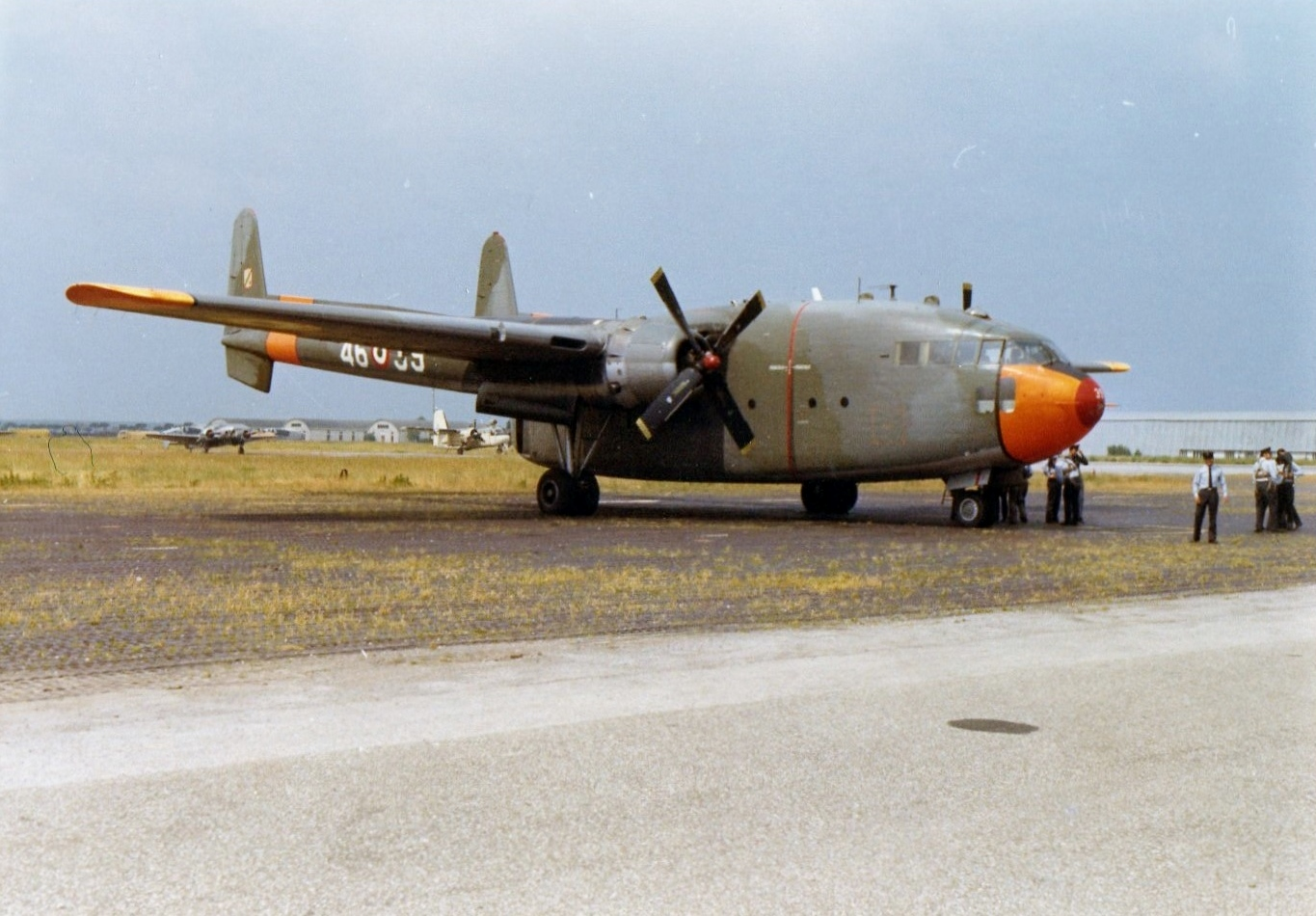
Un C-119 da trasporto della 46ª Brigata a Pisa

Il 1º giugno 2015 la Toscana Aeroporti S.p.A., società nata dalla fusione di Aeroporto di Firenze S.p.A. e Società Aeroporto Toscano Galileo Galilei, ha iniziato a gestire lo scalo aeroportuale pisano.
Nel 1° aprile 2025 Toscana Aeroporti e flydubai hanno ripristinato i voli diretti tra l’Aeroporto di Pisa‑San Giusto e Dubai, rafforzando la connettività internazionale dello scalo.

## Reparti militari
Nel sedime aeroportuale ha sede la 46ª Brigata aerea "Silvio Angelucci", il reparto per il trasporto tattico dell'Aeronautica Militare italiana, con i suoi tre gruppi volo.
Nel sedime aeroportuale ha sede il 4º Nucleo elicotteri carabinieri, che si occupa del supporto aereo alle unità di terra.

## Caratteristiche

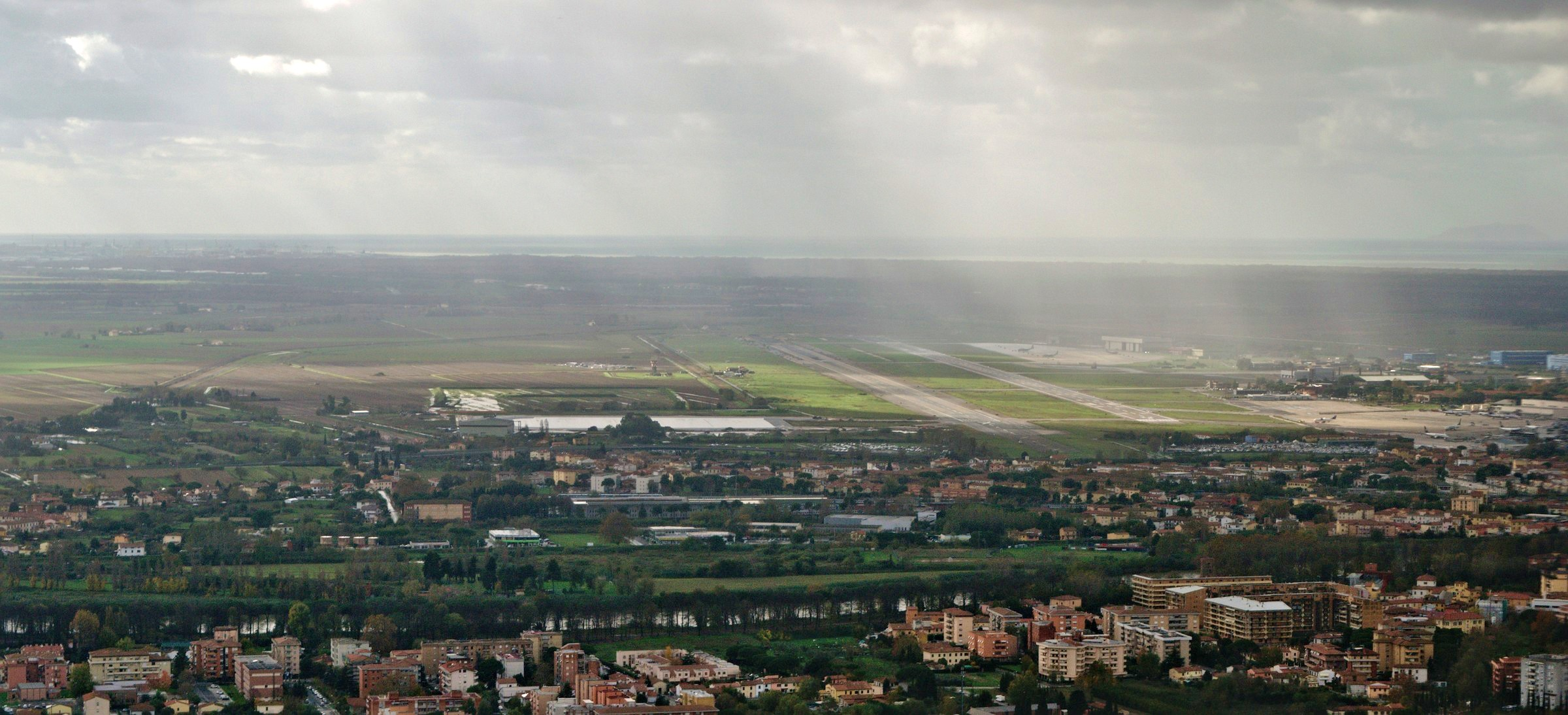
Veduta aerea dell'aeroporto e dei quartieri antistanti di Sant'Ermete e di Porta a Piagge.

L'aeroporto dispone di due terminal, di cui uno solo attivo per partenze e arrivi, di 16 gate divisi in due moli (A e B), e di due ampie piste di atterraggio che ne permettono l'uso da parte di aerei di qualsiasi dimensione, per il trasporto sia di passeggeri che di merci.
| Terminal            | Banchi check-in | Moli           | Gate totali | Note                                                                          |
| ------------------- | --------------- | -------------- | ----------- | ----------------------------------------------------------------------------- |
| Terminal principale | 20 (1-20)       | A1-A11 B21-B25 | 16          | Molo A per i voli Schengen, molo B per i voli non-Schengen                    |
| Terminal A          | 13 (30-42)      | Nessuno        | Nessuno     | Terminal solo per il check-in; gli imbarchi avvengono nel terminal principale |

La pista 04R possiede l'illuminazione di avvicinamento di categoria II/III mentre le luci di identificazione di soglia pista sono presenti sulle piste 04R, 04L e 22L.
Il tasso di crescita degli ultimi anni è stato particolarmente elevato, anche grazie alle compagnie low cost, giungendo, alla fine del 2007, a 3.700.000 passeggeri trasportati (con un aumento del 23,6% sull'anno precedente), e incrementando costantemente fino al 2017 quando l'aeroporto sfonda il muro dei 5 milioni di passeggeri (5.233.118), con un aumento del 4,9% rispetto al 2016. Nel 2018 mantiene questo trend toccando i 5.500.000, con una crescita del 5,1% sull’anno precedente.
Dal 1° aprile 2025 Wizz Air inaugurato la nuova rotta Pisa–Varsavia, operata tre volte a settimana, ampliando l’offerta verso la Polonia.
Nel 19 novembre 2024 Ryanair ha lanciato l’operativo invernale 2024 da Pisa con 36 rotte, incluse 3 nuove (Oslo Torp, Reggio Calabria, Zagabria), supportato da un investimento di 800 milioni di USD.
Il 26 giugno 2024 è stato presentato un progetto di ampliamento e ristrutturazione del terminal passeggeri, con lavori in corso per migliorare flussi e servizi, senza interrompere l’operatività dello scalo.

## Statistiche
Questo grafico non è disponibile a causa di un problema tecnico.
Si prega di non rimuoverlo.
Vedi la query Wikidata di origine.
| Anno | Passeggeri |
| ---- | ---------- |
| 2024 | 5 547 008  |
| 2023 | 5 109 682  |
| 2022 | 4 493 847  |
| 2021 | 1 978 105  |
| 2020 | 1 303 200  |
| 2019 | 5 346 624  |
| 2018 | 5 463 090  |
| 2017 | 5 233 118  |
| 2016 | 4 989 496  |
| 2015 | 4 800 254  |
| 2014 | 4 678 734  |
| 2013 | 4 479 690  |
| 2012 | 4 494 915  |
| 2011 | 4 526 723  |
| 2010 | 4 067 012  |
| 2009 | 4 018 662  |
| 2008 | 3 963 717  |
| 2007 | 3 725 770  |
| 2006 | 3 014 656  |

| Posizione | Var. 2019 su 2018 | Città                   | Passeggeri |
| --------- | ----------------- | ----------------------- | ---------- |
| 1         | -                 | Palermo, Sicilia        | 140 283    |
| 2         | -                 | Catania, Sicilia        | 119 138    |
| 3         | -                 | Cagliari, Sardegna      | 91 544     |
| 4         | -                 | Roma-Fiumicino, Lazio   | 84 495     |
| 5         | -                 | Bari, Puglia            | 70 432     |
| 6         | -                 | Lamezia Terme, Calabria | 63 222     |
| 7         | -                 | Brindisi, Puglia        | 57 984     |

| Posizione | Var. 2019 su 2018 | Città                        | Passeggeri |
| --------- | ----------------- | ---------------------------- | ---------- |
| 1         | -                 | Londra-Stansted, Regno Unito | 326 206    |
| 2         | -                 | Londra-Gatwick, Regno Unito  | 188 814    |
| 3         | 3                 | Londra-Heathrow, Regno Unito | 173 141    |
| 4         | 1                 | Tirana, Albania              | 160 590    |
| 5         | 1                 | Parigi-Orly, Francia         | 156 565    |
| 6         | 3                 | Charleroi, Belgio            | 154 994    |
| 7         | 1                 | Amsterdam, Paesi Bassi       | 123 773    |
| 8         | 1                 | Madrid, Spagna               | 123 576    |
| 9         | -                 | Eindhoven, Paesi Bassi       | 119 739    |
| 10        | -                 | Girona, Spagna               | 105 843    |
| 11        | -                 | Berlino, Germania            | 94 812     |
| 12        | 1                 | Londra-Luton, Regno Unito    | 92 347     |
| 13        | 3                 | Valencia, Spagna             | 90 209     |
| 14        | 1                 | Manchester, Regno Unito      | 86 589     |
| 15        | 4                 | Dublino, Irlanda             | 82 262     |
| 16        | 4                 | Mosca, Russia                | 79 252     |
| 17        | -                 | Beauvais, Francia            | 79 300     |
| 18        | -                 | Bristol, Regno Unito         | 77 370     |
| 19        | 1                 | Doha, Qatar                  | 65 510     |
| 20        | 3                 | Barcelona, Spagna            | 55 780     |
| 21        | 7                 | Lisbona, Portogallo          | 54 846     |
| 22        | < 50.000 nel 2018 | Praga, Repubblica Ceca       | 54 073     |
| 23        | < 50.000 nel 2018 | Bucarest, Romania            | 50 993     |

## Collegamenti

### Treno
Sino al 2013, l'aeroporto Galilei disponeva di una stazione ferroviaria, la stazione di Pisa Aeroporto, che permetteva il collegamento diretto con Firenze, nonché con la stazione di Pisa Centrale, da cui era possibile raggiungere altre località.
Un treno navetta era in servizio dalle 6:00 alle 22:00, con partenze cadenzate dalle 8:00 alle 20:00, ai minuti '38 e '55 di ogni ora da Pisa C.le a Pisa Aeroporto e ai minuti '03 e '18 da Pisa Aeroporto a Pisa C.le. Solo 5 minuti la durata del viaggio.
La fermata di Pisa Aeroporto era direttamente collegata con la stazione aeroportuale (ingresso - area check-in). A Pisa C.le il binario 14, dedicato al servizio per l'aeroporto, era raggiungibile con un agevole sottopasso e comodi ascensori da ogni binario.
La stazione, e con essa il servizio ferroviario diretto per Firenze, è stato soppresso il 15 dicembre 2013; al suo posto dal 2017 è operativo il sistema Pisa Mover che segue lo stesso tracciato della ferrovia pre-esistente.

### People mover

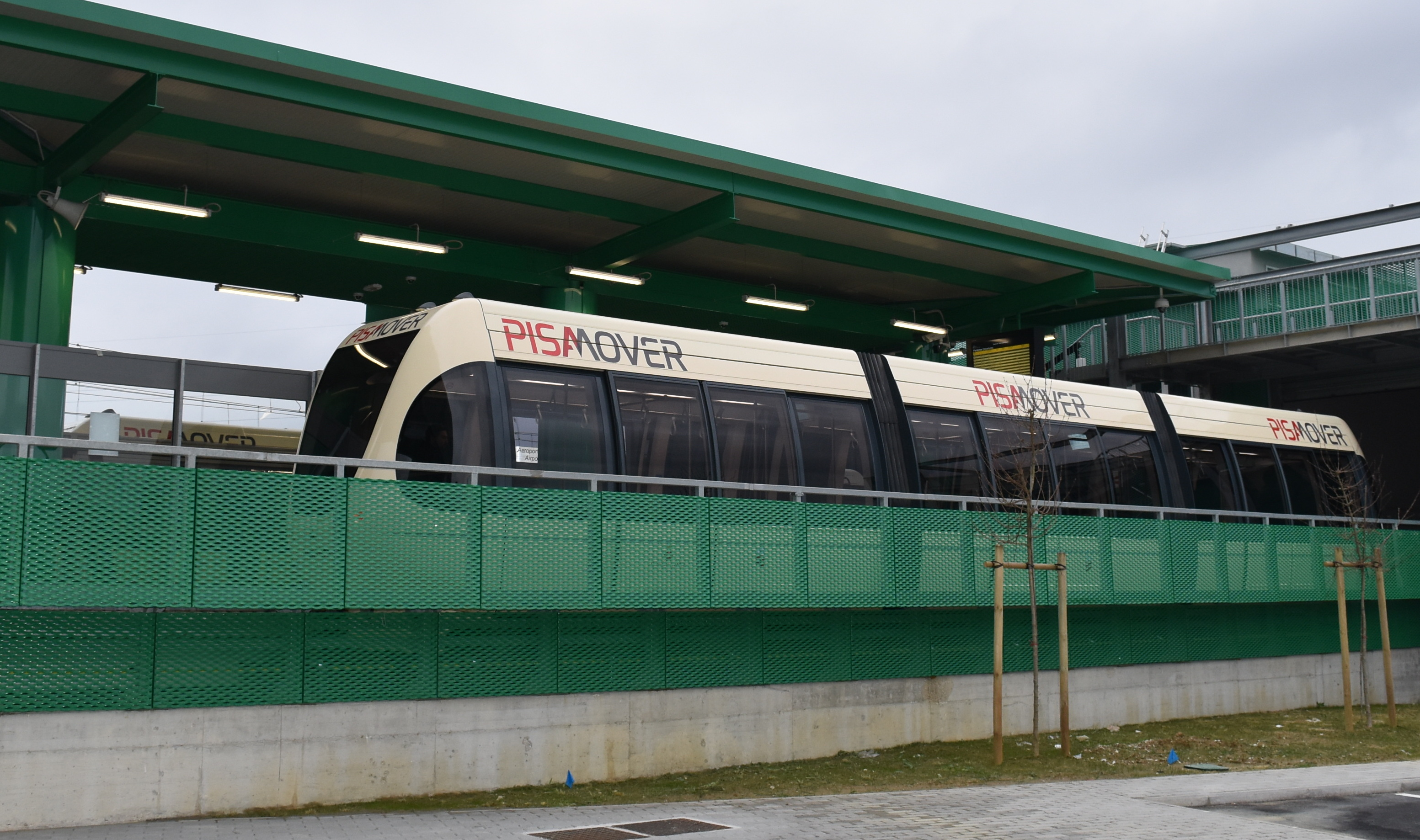
Il Pisa Mover

Il Pisa Mover, entrato in servizio nel 2017, è un servizio people mover automatico che collega la Stazione di Pisa Centrale e l'aeroporto ogni 5‑8 minuti, dalle 06:00 a mezzanotte.
Possiede una fermata intermedia in prossimità di due parcheggi scambiatori per un totale di 4000 posti auto.

### Bus
Sky Bus Lines Caronna gestisce navette tra l’aeroporto e la stazione Firenze Santa Maria Novella con frequenze diurne e un servizio notturno.
Terravision offre navette frequenti da/per l’aeroporto di Pisa e la città di Firenze, con biglietti acquistabili online e tragitto Pisa–Firenze in circa 1 ora.
Flibco fornisce collegamenti diretti tra Firenze (Piazzale Montelungo) e l’aeroporto di Pisa, con partenze ogni ora dalle 3:00 alle 22:00, durata del tragitto circa 70 minuti.

### Auto

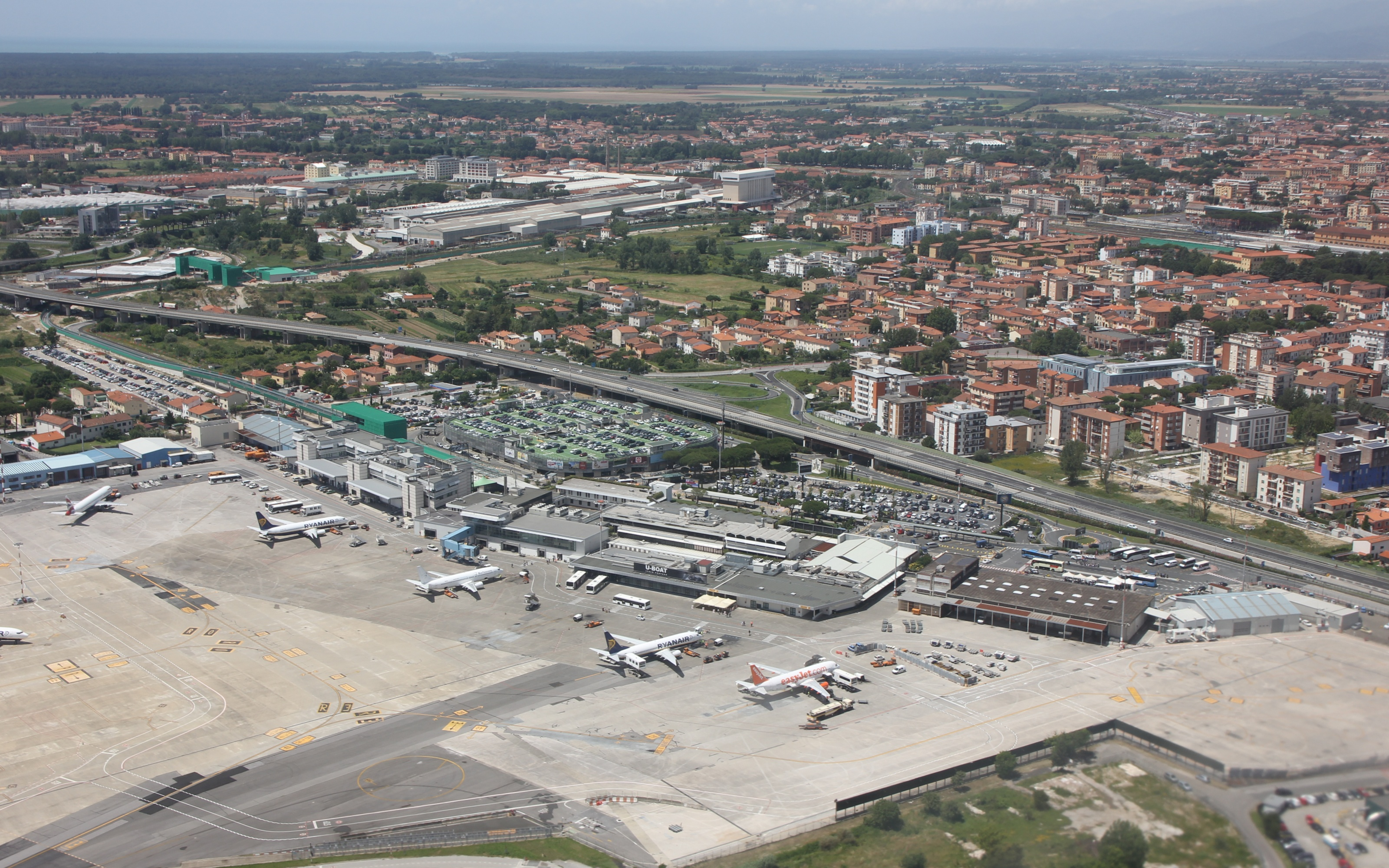
Vista del piazzale aeromobili e della S.G.C. FI-PI-LI.

L'aeroporto può essere raggiunto in auto da:
- Strada di grande comunicazione Firenze-Pisa-Livorno uscita Pisa Aeroporto
- Autostrada Azzurra (Genova - Rosignano / Civitavecchia - Roma) uscita Pisa Centro
- Firenze-Mare (Firenze - Pisa Nord) svincolo A12
- Aurelia

L'aeroporto dispone di parcheggi a pagamento per oltre 3000 posti. I parcheggi disponibili all'esterno dell'aerostazione sono denominati P1, P2, P3, P4 e P6 e sono accessibili 24 ore al giorno. Il parcheggio P3 è destinato alle soste brevi, è gratis per i primi 10 minuti di sosta, dopodiché ha una tariffa di 3,00 €/h. Il P2 è un parcheggio coperto multipiano per le soste lunghe. I P1 e P4 sono parcheggi a raso destinati alle soste lunghe. Il P4 è collegato all'aerostazione con un apposito servizio navetta dedicato. Il P6 è destinato agli autobus granturismo. Tutti i parcheggi sono gratuiti per i disabili. In particolare, posti riservati ai disabili sono presenti nel P2 e nel P3. Nel P2 e P3, oltre al metodo di pagamento convenzionale in cassa, è previsto anche il servizio di pagamento con sistema Telepass.

## Sviluppo
Il 26 settembre 2014 la Società Aeroporto Toscano Galileo Galilei ha comunicato che verranno riqualificate le fasi 1 e 2A del Terminal Passeggeri; queste due fasi inoltre verranno ampliate con altre due fasi (2B e 3), con un passaggio da 24.000 m² a 32.300 m² (di cui 1.700 m² destinati a spazi commerciali), in modo tale da aumentare la capacità aeroportuale a 6 milioni di passeggeri. Il valore dell'investimento per l'ampliamento del Terminal Passeggeri è pari a 25 milioni di euro, mentre se si considerano le fasi 1 e 2A l'investimento arriva a 40 milioni di euro.
Nel 2015 con l'ingresso di Toscana Aeroporti questo progetto di riqualificazione e ammodernamento dello scalo aeroportuale pisano viene rivisto e il 28 maggio 2015 viene ufficialmente presentato il progetto, con modifiche importanti: un investimento totale di 60 milioni di euro, la prima fase dei lavori ammonta a 33,7 milioni di euro e include un aumento della superficie totale del terminal (da 29.800 m² a 41.000 m²), un aumento del numero dei gate (da 16 a 23), dei varchi security (da 8 a 10) e delle rotte aeree commerciali (+2.300 m² rispetto a quelle attuali), affinché sia portata la capacità dello scalo pisano a 6,5 milioni di passeggeri in tempi brevi.
La "fase zero", del costo di 4,5 milioni di euro, si è completata il 27 luglio 2018. L'inizio della prima fase da 37 milioni di euro, previsto nei primi mesi del 2019, è slittato al 15 marzo 2022, e dovrebbe concludersi nel 2025.
Entro il 2025 inizierà la seconda fase di ampliamento; il completamento dell'intera opera è previsto per il 2035.

## Incidenti
Il 23 novembre 2009 un KC-130J (matricola MM62176) dell'Aeronautica Militare si è schiantato subito dopo il decollo presso la località Le Rene di Coltano, causando 5 morti.